# Selinum wallichianum
Selinum wallichianum là một loài thực vật có hoa trong họ Hoa tán. Loài này được (DC.) Raizada & H.O. Saxena miêu tả khoa học đầu tiên năm 1966.